# Smiley Smile
Smiley Smile, album som gavs ut 5 september 1967 av The Beach Boys. Albumet var gruppens trettonde LP och det är det första albumet som inte är producerat av Brian Wilson utan av The Beach Boys gemensamt. 
Smiley Smile ersatte det outgivna albumet Smile, som var tänkt som uppföljare till kritikerrosade Pet Sounds. Förväntningarna på uppföljaren till Pet Sounds var stora, men bandet lyckades aldrig överföra "Good Vibrations" magiska sound till de övriga låtarna, och skivan fick ett ljumt mottagande. Utöver "Good Vibrations" ansågs endast "Heroes and Villains" hålla den klass som "Good Vibrations" och Pet Sounds höll.
Ny samarbetspartner till Brian Wilson var Van Dyke Parks. De båda gjorde långt senare albumet Orange Crate Art tillsammans 1995.
Albumet nådde Billboard-listans 41:a plats.
På englandslistan nådde albumet 9:e plats.

## Låtlista
Singelplacering i Billboard inom parentes. Placering i England=UK 
1. Heroes and Villains (Brian Wilson/Van Dyke Parks) (#12, UK #8)
2. Vegetables (Brian Wilson/Van Dyke Parks)
3. Fall Breaks And Back To Winter (Woody Woodpecker Symphony) (Brian Wilson)
4. She's Goin' Bald  (Brian Wilson/Mike Love/Van Dyke Parks)
5. Little Pad (Brian Wilson)
6. Good Vibrations (Brian Wilson/Mike Love) (#1)
7. With Me Tonight (Brian Wilson)
8. Wind Chimes (Brian Wilson)
9. Gettin' Hungry (Brian Wilson/Mike Love)
10. Wonderful (Brian Wilson/Van Dyke Parks)
11. Whistle In (Brian Wilson)

När skivbolaget Capitol återutgav Beach Boys-katalogen 1990 parades albumet Smiley Smile ihop med albumet Wild Honey på en CD. Dessutom fanns nedanstående sex bonusspår på skivan:
1. Heroes and Villains (singelversion) (Brian Wilson/Van Dyke Parks) (#12)
2. Good Vibrations (diverse versioner) (Brian Wilson/Mike Love)
3. Good Vibrations (tidig version) (Brian Wilson/Mike Love)
4. You're Welcome (Brian Wilson)
5. Their Hearts Were Full of Spring (Bobby Troup)
6. Can't Wait Too Long (Brian Wilson)